# 湛江市第四中学
21°11′48″N 110°24′05″E / 21.196565°N 110.401295°E
湛江市第四中学，位于广东省湛江市霞山区，创建于1956年，为霞山区重点中学。

## 校风
团结奋斗，艰苦创业，开拓进取，教学相长

## 学风
勤奋学习，刻苦钻研，善于思考，勇于实践